# Librería Los portadores de sueños
Los portadores de sueños era una librería literaria fundada en 2004 en Zaragoza especializada en literatura y distinguida en 2012 con el Premio Nacional Librería Cultural que otorga el Ministerio de Cultura junto con la Confederación Española de Gremios y Asociaciones de Librerías. Cerró sus puertas en enero de 2019.

## Premio Nacional Librería Cultural
En 2012 ganó el Premio Nacional Librería Cultural
 que concede el Ministerio de Cultura junto con la Confederación Española de Gremios y Asociaciones de Librerías. 
El jurado, formado por personalidades del mundo de la cultura como la escritora Almudena Grandes, la directora de la Biblioteca Nacional Ana Santos o el editor Diego Moreno, destacó «el trabajo activo por la difusión de la lectura y los libros de la librería, tanto en el campo de la narrativa como en el de la literatura infantil y juvenil, creando un espacio especialmente atractivo que implica a todos los sectores del libro y de la sociedad civil de Zaragoza».
El presidente del jurado, Fernando Valverde, destacó que este premio reconoce a la librería «por su continua tarea de dinamización cultural y de difusión de libro y de la lectura dentro o fuera de su espacio físico». En la ceremonia de entrega, Valverde puso de manifiesto que el Premio Librería Cultural reconoce que «la librería es un elemento clave en el proceso cultural de un país y que la figura del librero, como agente cultural, es indispensable para la difusión de los libros».
Acerca de su implicación en la vida cultural de Zaragoza, el escritor Ignacio Martínez de Pisón escribió que la librería contribuye «a hacer de Zaragoza una ciudad más grande, más sabia, más libre. También, creo yo, más feliz, porque las buenas librerías, como la buena literatura, siempre están del lado de la felicidad».

## Otros reconocimientos
En 2009 recibió el Premio Búho que otorga la Asociación Aragonesa de Amigos del Libro.
En 2015, la librería resultó merecedora del Premio Aragón que concede la Fundación 29 de junio en la categoría de Cultura «por ofrecer la mejor literatura mediante una cuidada selección de libros para mayores y pequeños.» Este premio es otorgado «con el fin de reconocer su destacada labor en distintos campos del saber y del hacer como protagonistas activos de Aragón».
El editor de Anagrama, Jorge Herralde, escribió un artículo en El Periódico de Cataluña sobre la librería titulada «Milagro en Zaragoza»: «...Y sólo observar los libros del escaparate, la disposición del espacio, dos plantas aireadas, y, claro está, la muy literaria selección de títulos (omito detalles), se imponía la evidencia: se trataba de una librería pensada, una librería de autor. La misma sensación inmediata que se tiene al entrar en las librerías barcelonesas Laie o en La Central, en las Antonio Machado de Madrid o en Guadalquivir de Buenos Aires, por poner a bote pronto ejemplos indiscutibles (...) Y este nuevo ejemplo me alienta a pensar que mi optimismo respecto al futuro del libro, de los libros necesarios, no es, pese a tantos obstáculos, muy disparatado. Un nuevo sueño en marcha.» (El Periódico de Cataluña,17/02/2005).
El periodista Juan Cruz, en la presentación de su libro «Egos revueltos» (2010), describió Los portadores de sueños como «Esta librería tiene una rara cualidad,  y es que todos los libros que hay expuestos yo los compraría, porque están elegidos con la exactitud del lector, es una selección hecha para el lector. Un buen lector llega aquí y se encuentra con un paraíso, y eso es muy emocionante».
El escritor Antonio Muñoz Molina escribió en un artículo en el suplemento Babelia de El País: «Librerías mejores que la mayor parte de las que sobreviven en Nueva York pueden encontrarse en capitales españolas que no son ni Barcelona ni Madrid. Me acordaré de la librería Ramon Llull, de Valencia; de Antígona y de Los Portadores de Sueños, en Zaragoza; de la espléndida Luz y Vida, en Burgos: cada una de ellas regentada por libreros vocacionales y tenaces, tan entregados a su trabajo como los bibliotecarios al suyo en las bibliotecas públicas».

## Programación cultural
La librería lleva a cabo una programación de actos que dinamiza la vida cultural de la ciudad, que contribuye a poner en contacto a escritores y lectores y que es, en palabras de la periodista Karina Sainz Borgo, «una credencial mucho más importante que cualquier reconocimiento oficial. Su eterno ajetreo de autores y lectores, esa idea de literatura como actividad vital... Eterno precipicio, por no llamarlo vértigo».
Por la librería han pasado escritores como Ignacio Martínez de Pisón, Enrique Vila-Matas (quien dijo acerca de Los portadores de sueños «Esta librería es el abismo»), David Trueba, Bernardo Atxaga, Rosa Montero, Antonio Muñoz Molina Soledad Puértolas, Andrés Neuman, Marcos Giralt Torrente, Jordi Puntí, Juan Cruz, Iñaki Gabilondo, Andrés Trapiello, Sergi Pàmies, José Luis Melero, Daniel Gascón, Ismael Grasa, Eva Puyó, Cristina Grande, Antón Castro, Miguel Mena o José Antonio Labordeta, entre muchos otros. También ha organizado actos de autores internacionales, como Daniel Pennac o David Vann.
Acerca de los actos realizados en la librería, el escritor y periodista Luis Alegre escribió que Los portadores de sueños «se han empeñado en que en la librería, una o dos veces por semana, pase algo especial. Durante estos diez años se han presentado cientos de libros y se han encontrado miles de personas cuya aspiración es abandonarse a algunas de las mejores cosas de la vida: la cultura, la inteligencia, la belleza, la tolerancia, la amistad, el roce, el cara a cara».
Como hiciera en los años cuarenta el librero y galerista Tomás Seral y Casas, o en el siglo XIX el establecimiento zaragozano «La moda Elegante», la librería también organiza exposiciones de pintura, ilustración y fotografía, con artistas como Daniel Mordzinski, Lina Vila, Pepe Cerdá, Antonio Santos, Noemí Villamuza, Sara Morante, Mari Burges, Fernando Vicente, Elena Blanco o David Barreiros.

## Premio de los niños
Desde 2006, la librería convoca el Premio de los niños al mejor álbum ilustrado infantil publicado durante el año anterior. Este premio tiene una peculiaridad sobre el resto: el jurado está compuesto por niños. Cinco niños entre seis y diez años se reúnen en la librería y pasan un día completo en ella (con la librería abierta sólo para ellos)  eligiendo sus cinco álbumes ilustrados favoritos entre los publicados durante el año.